# Harald Stelzer
Harald Stelzer (* 1973 in Graz) ist ein österreichischer Philosoph, Forschungsmanager und Natur- und Wildtierfotograf.

## Leben
Harald Stelzer studierte Philosophie, Soziologie, Geschichte und Rechtswissenschaft an der Universität Graz, wo er 2003 promovierte und 2013 seine Habilitation abschloss. Forschungsaufenthalte führten ihn an die University of Minnesota (2002–2003), wo er als Forschungsassistent am Center for Austrian Studies tätig war, an die University of Newcastle (2009) und die University of Washington (2011). 
Von 2001 bis 2009 war Stelzer Mitarbeiter verschiedener Forschungsprojekte am Institut für Philosophie der Universität Graz, 2009 wurde er dort Universitätsassistent für Praktische Philosophie. 2013 ging er als Project Scientist an das Institute for Advanced Sustainability Studies in Potsdam. Von 2014 bis 2019 war er Universitätsprofessor für Politische Philosophie an der Universität Graz. Zwischen 2019 und 2024 war er als Forschungsmanager an der Universität Graz tätig und hier verantwortlich für den Profilbereich Climate Change Graz. Seit März 2024 ist er (Senior) Scientist am Arbeitsbereich für Praktische Philosophie am Institut für Philosophie der Universität Graz. 
Seine Leidenschaft ist die Natur- und Wildtierfotografie.

## Werk
Harald Stelzer beschäftigt sich mit der Sozialphilosophie und Politischen Philosophie Karl Poppers, dem Kritischen Rationalismus und arbeitet an einer systematischen und kohärenten Entwicklung kritisch-rationaler Ethik. Darüber hinaus forscht er zu Problemen und Möglichkeiten der normativen Evaluierung von politischen Handlungsoptionen unter besonderer Berücksichtigung von Unsicherheit und Risiken. 

## Publikationen
- 2004: Karl Poppers Sozialphilosophie. Politische und ethische Implikationen
- Karl Raimund Popper und kritischer Rationalismus interkulturell gelesen (IKB Band 128). Verlag Traugott Bautz, Nordhausen 2007, ISBN 978-3-88309-364-2.
- 2016: Eine Kritik der kommunitaristischen Moralphilosophie